# Kenrickodes
Kenrickodes is een geslacht van vlinders van de familie Uilen (Noctuidae), uit de onderfamilie Amphipyrinae.

## Soorten
- K. griseata (Kenrick, 1917)
- K. michauxi Viette, 1968
- K. pauliani Viette, 1965
- K. rubidata (Kenrick, 1917)
- K. semiumbrosa (Saalmüller, 1891)
- K. titanica (Hampson, 1910)
- K. toulgoeti Viette, 1965
- K. transcursa (Saalmüller, 1891)